# Coppa delle Nazioni U23 UCI 2009
La Coppa delle Nazioni U23 UCI 2009 fu la terza edizione della competizione organizzata dalla Unione Ciclistica Internazionale, passaggio obbligato per i ciclisti di meno di 23 anni che desideravano partecipare alle gare a loro riservate nel Campionato del mondo di ciclismo su strada 2009. Comprendeva sette gare ed era riservata alle squadre nazionali, permettendo loro di accumulare punti e determinare il numero di posti assegnati a ciascuna di esse al campionato del mondo.

## Calendario
| Data                | Gara                                       | Vincitore       | Vincitore (Nazioni) | Leader (Nazioni) |
| ------------------- | ------------------------------------------ | --------------- | ------------------- | ---------------- |
| 27-29 marzo         | Grand Prix du Portugal (2009)              | Sergio Henao    | Colombia            | Colombia         |
| 11 aprile           | Giro delle Fiandre Under-23 (2009)         | Jan Ghyselinck  | Belgio              | Danimarca        |
| 15 aprile           | La Côte Picarde (2009)                     | Timofej Krickij | Russia              | Danimarca        |
| 18 aprile           | ZLM Tour (2009)                            | Luke Rowe       | Regno Unito         | Danimarca        |
| 26 aprile-1º maggio | Giro delle Regioni                         | Annullata       |                     |                  |
| 4-7 giugno          | Coupe des Nations Ville de Saguenay (2009) | Johan Le Bon    | Francia             | Danimarca        |
| 5-13 settembre      | Tour de l'Avenir (2009)                    | Romain Sicard   | Francia             | Francia          |

## Classifica
| Pos. | Paese       | Punti |
| ---- | ----------- | ----- |
| 1    | Francia     | 108   |
| 2    | Germania    | 100   |
| 3    | Danimarca   | 79    |
| 4    | Colombia    | 66    |
| 5    | Slovenia    | 61    |
| 6    | Stati Uniti | 57    |
| 7    | Russia      | 54    |
| 8    | Belgio      | 43    |
| 9    | Paesi Bassi | 40    |
| 10   | Bielorussia | 36    |